# 이마키촌
이마키촌(今城村)은 일본 오카야마현 오쿠군에 있던 촌이다. 현재의 세토우치시의 일부에 해당한다.

## 역사
- 1889년 6월 1일 - 정촌제 시행에 의해 오쿠군 이마키촌이 발족하였다.
- 1952년 4월 1일 - 오쿠촌, 후쿠다촌, 도요하라촌, 혼조촌, 가사카촌과 합병, 정으로 승격해 오쿠정이 신설하여 폐지되었다.

## 참고문헌
- 角川日本地名大辞典 33 岡山県
- 『市町村名変遷辞典』東京堂出版、1990年。